# 棺材船

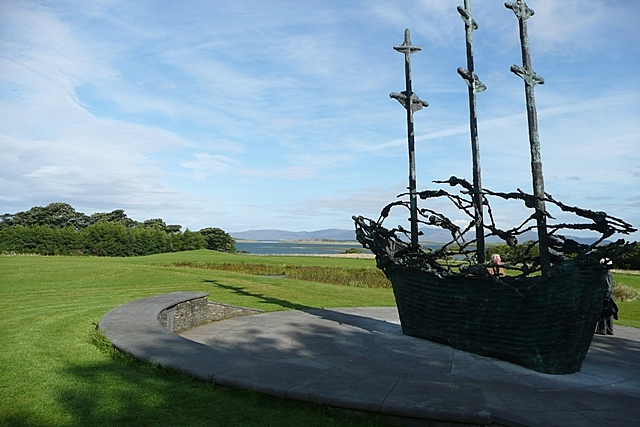

棺材船（Coffin ship）是指19世纪中期横跨大西洋，载运爱尔兰饥荒移民和苏格兰高地被驱逐的盖尔人移民赴北美的船只。运载逃难移民的“棺材船”由于船票便宜，船主尽量超载乘客，而且尽量压缩对乘客的饮食供应，船舱拥挤，且又无法获得充足的食物和淡水，乘客们极易染病，因此导致了许多人在横跨大西洋的旅途中死亡，旅客的死亡率高达30%。在航行过程中，不断有尸体被抛入大海，引得鲨鱼尾随跟踪，并导致了1847年加拿大检疫站斑疹伤寒的大流行
1997年为纪念爱尔兰大饥荒150周年，雕刻艺术家约翰·贝汉在梅奧郡穆里斯克的爱尔兰大饥荒纪念碑旁，创作了青铜雕塑“棺材船”（右上图），爱尔兰总统瑪麗·羅賓遜特意为“棺材船”青铜雕塑的落成揭幕。